# P 76-5
P 76-5 fue el nombre de un satélite artificial de la USAF lanzado el 22 de mayo de 1976 desde la base de Vandenberg mediante un cohete Scout.
La misión de P 76-5 era de la de realizar experimentos de propagación de señales de comunicación y de radar a través de plasma.